# Antiguo Ayuntamiento (Wolverhampton)
El antiguo Ayuntamiento es una antigua instalación municipal en North Street, Wolverhampton, West Midlands, Reino Unido. Es un edificio catalogado de Grado II. 

## Historia
Se encargó para reemplazar un ayuntamiento anterior ubicado en High Green, ahora conocido como Queen Square, que se construyó alrededor de 1700.
El alcalde, Henry Hartley Fowler, presentó por primera vez la iniciativa de construir un nuevo ayuntamiento en 1865.  El sitio elegido fue ocupado por el Red Lion Inn, que fue comprado y demolido para facilitar la propuesta.  El nuevo edificio fue diseñado por Ernest Bates en estilo renacentista, construido por un contratista local, Philip Horsman, e inaugurado el 19 de octubre de 1871.  Posee una fachada principal de 15 tramos, con un pórtico de entrada con pilastras pareadas, ventanas de medio punto en la planta baja, ventanas de medio punto en el primer piso y pabellones en el nivel del techo. 
Se convirtió en el lugar de reunión del consejo del distrito municipal local que aseguró el estatus de distrito del condado en 1889. La Reina Madre lo visitóy se reunió con líderes cívicos el 3 de junio de 1969.
Tras la implementación de la reorganización asociada con la Ley de Gobierno Local de 1972, se convirtió brevemente en la sede del Ayuntamiento Metropolitano de Wolverhampton, hasta que el consejo se trasladó al Centro Cívico de Wolverhampton en 1978. Dejó entonces de ser utilizado como equipamiento municipal y en su lugar se convirtió en la sede local de los juzgados de paz. En 2010 se consideró una propuesta para que los tribunales de magistrados se trasladaran a un nuevo complejo en Darlington Street, pero posteriormente se abandonó por ser antieconómico, y, por lo tanto, sigue siendo la sede del "Tribunal de magistrados del condado de Black".
Sus obras de arte incluyen una gran estatura del primer alcalde, George Benjamin Thorneycroft, que fue esculpida por Thomas Thornycroft en 1851.